# Prima de negociación
La prima de negociación es una partida que forma parte del Patrimonio Neto, y que surge cuando un ente compra sus propias acciones, para evitar un daño grave y luego las vende nuevamente. 
La diferencia (pérdida de valor) entre el valor de compra y el valor de venta da lugar a la prima de negociación. La compra se realiza para reducir el capital del ente, de manera transitoria y de forma excepcional. Esta operación se encuentra avalada por el artículo número 220, de la Ley de Sociedades Comerciales.
Esta cuenta, se expone, de acuerdo a las Normas Contables Profesionales Argentinas, como parte de los aportes de los propietarios, dentro del patrimonio neto.